# Mianujom mie Hanka
Mianujom mie Hanka – sztuka teatralna, monodram po śląsku, której premiera odbyła się w 2016 roku w Teatrze Korez w Katowicach a premiera telewizyjna w 2025. Jest to pierwszy w historii spektakl Teatru Telewizji zagrany w całości po śląsku. Pierwowzorem literackim jest „Jak Niobe. Opowieść górnośląska” Alojzego Lysko. Tekst zdobył Grand Prix Ogólnopolskiego Konkursu Dziennikarskiego im. Krystyny Bochenek. Sztuka ta, osadzona w realiach śląskiej kultury i tradycji, porusza tematy tożsamości regionalnej i wpływu historii na życie codzienne.
Spektakl premierowy odbył się 21 października 2016 w Teatrze Korez i od tego czasu wszedł na stałe do repertuaru. Pokazywany był też gościnnie na deskach innych teatrów i instytucji kultury, a także w polskim i europejskim parlamencie. W dniach 2–4 grudnia 2024 roku na scenie Teatru Korez w Katowicach zrealizowano nagranie dla Teatru Telewizji. Premiera telewizyjna „Mianujom mie Hanka” w TVP odbyła się 27 stycznia 2025 r. Po premierze stacja poinformowała, że spektakl zobaczyło 460 tys. widzów, co było najlepszym wynikiem od 2021 r.

## Fabuła

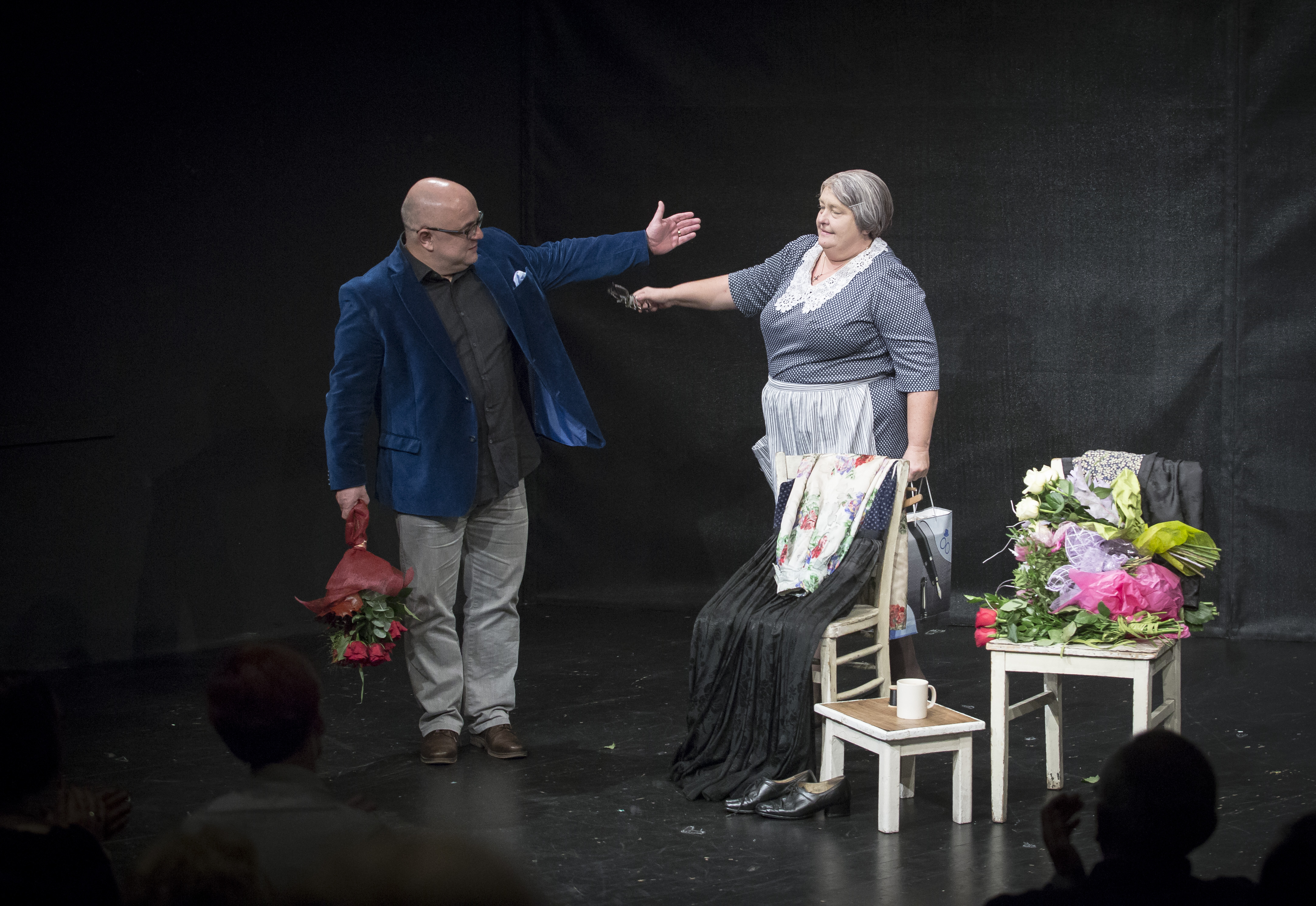
Premiera spektaklu: Mirosław Neinert i Grażyna Bułka

Jest to opowieść o Hance, mieszkance Górnego Śląska, która urodziła się w XIX w we wsi pod Pszczyną. która snuje biograficzną opowieść, w której przeplatają się osobiste przeżycia bohaterki oraz wielkie historyczne wydarzenia, które naznaczyły losy pokoleń Ślązaków; jest życie toczyło się w cieniu wielkiej historii – o losach Górnoślązaczek i Górnoślązaków opowiada w poruszający, choć prosty sposób, siedząc na krześle i cerując paradny pogrzebowy kaftan, Jest to opowieść o trudnych i skomplikowanych losach mieszkańców Śląska wplątywanych w zawieruchę dziejów, przez których ojczyznę (hajmat) przetaczały się kolejne tragedie: wojny i totalitaryzmy. Ta opowieść to przewodnik po dziejach regionu od przełomu wieku XIX i XX, przez dwie wojny światowe, powstania, plebiscyt, Tragedię Górnośląską, aż po czasy władz komunistycznych w PRL. Sama tytułowa Hanka jest i świadkiem tych wydarzeń i wciągniętym z nie własnej woli uczestnikiem wszystkich tych tragicznych wydarzeń: w kolejnych wojnach straciła bliskich. Pierwszy mąż Hanki zginął w I wojnie światowej walcząc w armii Pruskiej. Drugiego zabrała II wojna światowa, w której walczył w armii polskiej. W wojnie tej zginęli również jej dwaj synowie z pierwszego małżeństwa, którzy zostali wcieleni do Wermachtu. Nie omijają jej też konsekwencje pozostałych wydarzeń, dotykając ją osobiście.

“Każdemu, kto chce poznać naszą historię, to w sposób artystyczny i historyczny, najłatwiej pokazać „Hankę”, bo przez godzinę i dwadzieścia minut, przez losy jakie się przewaliły przez tę postać, przez tę tytułową Hankę, można poznać 90% detali związanych z naszym hajmatem. Dlatego jest taka siła w Hance!”

## Nagrody
- 2017 – nagroda Teatralna „Złota Maska” za rok 2016 w kategorii aktorstwo za rolę Hanki dla Grażyny Bułki[19][20]
- 2018 – nagroda „Najlepszy spektakl dekady” Jesieni Teatralnej w Lubinie 2018[20]
- 2025 – nagroda aktorska festiwalu Dwa Teatry za rolę kobiecą w spektaklu przeniesionym z teatru dla  Grażyny Bułki za rolę Hanki[21]
- 2025 – nagroda publiczności na festiwalu Dwa Teatry[21]